# Masters de Canadá 1974
El Abierto de Canadá 1974 (también conocido como 1974 Rothmans Canadian Open por razones de patrocinio) fue un torneo de tenis jugado sobre pista dura. Fue la edición número 85 de este torneo. El torneo masculino formó parte del circuito ATP. La versión masculina se celebró entre el 12 de agosto y el 18 de agosto de 1974.

## Campeones

### Individuales masculinos
Guillermo Vilas vence a  Manuel Orantes, 6–4, 6–2, 6–3.

### Dobles masculinos
Manuel Orantes /  Guillermo Vilas vencen a  Jürgen Fassbender /  Hans-Jürgen Pohmann, 6–1, 2–6, 6–2.

### Individuales femeninos
Chris Evert vence a  Julie Heldman, 6–0, 6–3.

### Dobles femeninos
Gail Chanfreau /  Julie Heldman vencen a  Chris Evert /  Jeanne Evert, 6–3, 6–4.